# Buhi
Buhi is een gemeente in de Filipijnse provincie Camarines Sur op het eiland Luzon. Bij de laatste census in 2007 had de gemeente bijna 71 duizend inwoners.

## Geografie

### Bestuurlijke indeling
Buhi is onderverdeeld in de volgende 38 barangays:
| - Amlongan - Antipolo - Burocbusoc - Cabatuan - Cagmaslog - De La Fe - Delos Angeles - Divino Rostro - Gabas - Ibayugan - Igbac - Ipil - Iraya | - Labawon - Lourdes - Macaangay - Monte Calvario - Namurabod - Sagrada Familia - Salvacion - San Antonio - San Buenaventura - San Francisco - San Isidro - San Jose Baybayon - San Jose Salay | - San Pascual - San Pedro - San Rafael - San Ramon - San Roque - San Vicente - Santa Clara - Santa Cruz - Santa Elena - Santa Isabel - Santa Justina - Tambo |

## Demografie
Buhi had bij de census van 2007 een inwoneraantal van 70.756 mensen. Dit zijn 2.994 mensen (4,4%) meer dan bij de vorige census van 2000. De gemiddelde jaarlijkse groei komt daarmee uit op 0,60%, hetgeen lager is dan het landelijk jaarlijks gemiddelde over deze periode (2,04%). Vergeleken met de census van 1995 is het aantal mensen met 8.869 (14,3%) toegenomen.

De bevolkingsdichtheid van Buhi was ten tijde van de laatste census, met 70.756 inwoners op 246,65 km², 286,9 mensen per km².